# ويليام أو. ولدريدغ
ويليام أو. ولدريدغ (بالإنجليزية: William O. Wooldridge)‏ هو عسكري أمريكي، ولد في 12 أغسطس 1922 في شوني في الولايات المتحدة، وتوفي في 5 مارس 2012 في إل باسو في الولايات المتحدة.